# Il conte di Montecristo (film 1934)
Il conte di Monte Cristo (The Count of Monte Cristo) è un film del 1934 diretto da Rowland V. Lee.
È una delle molte trasposizioni cinematografiche dell'omonimo romanzo di Alexandre Dumas, la prima hollywoodiana.

## Trama
Marsiglia, primi dell'800. Il giovane marinaio Edmond Dantès sta per avere una promozione, e sogna di sposare la bella Mercedes. Lei però è contesa da Mondego, il quale con l'aiuto di Danglars, scrive una lettera falsa, in cui denuncia Edmond di cospirazione napoleonica contro il governo ristabilito. Edmond viene interrogato dal procuratore Villefort, il quale per non compromettere la sua posizione, dato che la lettera era destinata a suo padre, fa imprigionare senza processo Edmond in una fortezza. Edmond rimane in isolamento per 10 anni, successivamente conosce l'abate Faria, anche lui vicino di cella, il quale stava scavando un sotterraneo per evadere. I due fanno amicizia e impiegano 5 anni per scavare il tunnel. L'abate Faria però all'ultimo ha un malore, e confida prima di morire, il segreto di aver accumulato un grande tesoro sull'isola di Montecristo. Edmond riesce ad evadere, va sull'isola del tesoro, diventa ricchissimo e si presenta a Parigi come il Conte di Montecristo, e soprattutto attua la sua vendetta contro i tre uomini che lo avevano ingiustamente condannato, derubandolo di 15 anni della sua vita, facendoli precipitare nella rovina.

## Critica
È una delle molte trasposizioni cinematografiche dell'omonimo romanzo di Alexandre Dumas, la prima hollywoodiana e «una delle più avvincenti [...] una versione piena di brio e ricca di scenografie, vivificata da un formidabile terzetto di cattivi (Calhern, Blackmer e Walburn) e raccontata con una essenzialità nei dialoghi e nelle scene di grande efficacia», «in sagace equilibrio, grazie alla sceneggiatura di P. Dunne, tra azione, dialoghi e psicologia dei personaggi».
Nel 1934 è stato indicato tra i migliori dieci film dell'anno dal National Board of Review of Motion Pictures.